# Microstegium lanceolatum
Microstegium lanceolatum là một loài thực vật có hoa trong họ Hòa thảo. Loài này được (Keng) S.M.Phillips & S.L.Chen mô tả khoa học đầu tiên năm 2006.